# FP-200
CASIO FP-200は、カシオ計算機が発売していたハンドヘルドコンピュータである。

## 概要
1983年7月に発売。標準小売価格は6万9800円。
A4サイズのハンドヘルドコンピュータで、液晶ディスプレイとキーボードが一体となっている。

### 仕様
- CPU 80C85[1]
- ROM 標準32Kバイト
- RAM 標準8Kバイト
- 画面解像度 テキスト：20行x8行、グラフィック：160x64ドット
- BASIC C85-BASIC(10進演算)
- 単精度実数：有効桁内部9桁、表示6桁、指数範囲10-99～1099[2]
- 倍精度実数：有効桁内部19桁、表示16桁、指数範囲10-99～1099[2]

### 主な周辺機器[1]
- FP-1021FD 5インチミニフロッピーユニット
- FP-210KB テンキーユニット
- FP-1011PL 4色プロッタプリンタ
- FP-201RAM RAMパック